# György Balogh
György Balogh odnosno Đuro Balog (Kupusina, 16. travnja 1817. – Bač, 6. srpnja 1889.), bio je bački rimokatolički svećenik.

## Životopis
Rodio se u bačkom selu Kupusini. Zaredio se 1841. godine. Kao materinski jezik govorio je slovački jezik. Za vrijeme školovanja, s obzirom na to da mu se rodno selo nalazilo u Ugarskoj, stječe znanje mađarskog jezika. Poslije odlazi u sjemenište, na kojem je naučio njemački jezik. Službovao je u više bačkih mjesta, Bikiću, Aljmašu, Sonti, Subotici i Somboru gdje je bio kapelanom. Za vrijeme kapelanovanja je radi bolje komunikacije s tamošnjim vjernicima, velikim dijelom Hrvatima, naučio i hrvatski jezik. Rad sa župljanima i učenje hrvatskog je dobro pridonijelo njegovu znanju hrvatskog jezika, tako da je za župnikovanja u Vajskoj (od 1850.), okušao i u pisanju pjesama na hrvatskom jeziku. Poslije je 1860. postao župnikom i podarhiđakonom u Baču, a obnašao je i dužnost tajnika i dekana bačkog dekanata (1861. – 1869.) (čiju je knjižnicu i osnovao) te je prisjedao Ženidbenim sudom.
Bio je članom i prvim povjerenikom Hrvatskog književnog društva svetog Jeronima za Bačku.
Održavao je korespondenciju s biskupima hrvatskim preporoditeljima, istarskim Jurjem Dobrilom i bačkim Ivanom Antunovićem. U Bunjevačkim i šokačkim novinama biskupa Ivana Antunovića, pisao je tekstove u kojima se zalaže za usvajanje književnog jezika, kakvog se rabi u Hrvatskoj, jer "nije moguće svakoj šaki ljudi njevim stylom izdavati knjige ali 'to nije mnogima povoljno' jer je 'croatico ilyrismus' u našim krajevima nepovoljno predstavljen."
Točnije, pripadao je struji hrvatskih kulturnih radnika koji su bili pristaše ijekavice. Kao i fra Stipan Vujević, koji je 1885. predložio uvođenje ijekavice umjesto dotada korištene ikavice u časopisu "Nevenu", argumentirao je da podunavski Hrvati ne trebaju stvarati neki svoj posebni književno-jezični standardni jezik, nego da prihvate već obavljeni posao i prihvatiti već standardiziranu štokavsku ijekavicu, naglašavajući da su taj standard prihvatili gotovo svi Hrvati. U tome se slagao s Ivanom Antunovićem i Stipanom Vujevićem.
Do smrti je bio kanonik i župnik u Baču.

## Priznanja
Dobio je naslov opata od svete Margarete od Garaba, kojeg je nosio do kraja života.

## Vanjske poveznice
- [neaktivna poveznica] Stjepan Beretić: Bački župnici II.
- Zvonik  Arhivirana inačica izvorne stranice od 18. veljače 2021. (Wayback Machine) Stjepan Beretić: Bački župnici III.